# Seth Wescott
Seth Wescott (ur. 28 czerwca 1976 w Durham) – amerykański snowboardzista, dwukrotny złoty medalista olimpijski i czterokrotny medalista mistrzostw świata.

## Kariera
Po raz pierwszy na arenie międzynarodowej pojawił się 30 marca 1995 roku w Sugarloaf, gdzie w zawodach FIS Race zajął 53. miejsce w slalomie. Nigdy nie startował na mistrzostwach świata juniorów.
W zawodach Pucharu Świata zadebiutował 28 listopada 1999 roku w Tignes, zajmując piąte miejsce w halfpipe'ie. Tym samym już w swoim debiucie wywalczył pierwsze pucharowe punkty. Na podium zawodów tego cyklu po raz pierwszy stanął 26 lutego 2004 roku w Jōetsu, kończąc rywalizację w snowcrossie na drugiej pozycji. W zawodach tych rozdzielił Kanadyjczyka Drew Neilsona i swego rodaka Nate’a Hollanda. Najlepsze wyniki osiągnął w sezonie 2003/2004, kiedy to zajął czwarte miejsce w klasyfikacji generalnej. Ponadto w sezonie 2008/2009 zajął drugie miejsce w snowcrossu, przegrywając tylko z Austriakiem Markusem Schairerem.
Na rozgrywanych w 2003 roku mistrzostwach świata w Kreischbergu wywalczył srebrny medal. Uplasował się tam między Francuzem Xavierem de Le Rue i Drew Neilsonem. Dwa lata później, podczas mistrzostw świata w Whistler Wescott był najlepszy, wyprzedzając François Boivina z Kanady i Jaysona Hale’a z USA. Złoty medal wywalczył także na igrzyskach olimpijskich w Turynie, gdzie pokonał Radoslava Židka ze Słowacji i Francuza Paula-Henriego de Le Rue. Następnie zdobywał srebrne medale na mistrzostwach świata w Arosie w 2007 roku i mistrzostwach świata w La Molinie cztery lata później, przegrywając odpowiednio z Xavierem de Le Rue i Alexem Pullinem z Australii. W międzyczasie obronił tytuł mistrza olimpijskiego na igrzyskach w Vancouver w 2010 roku. Pozostałe miejsca na podium zajęli Kanadyjczyk Mike Robertson i Francuz Tony Ramoin. Wescott był też między innymi piąty podczas mistrzostw świata w Gangwon w 2009 roku.
Jest także wielokrotnym medalistą Winter X Games.

## Osiągnięcia

### Igrzyska olimpijskie
| Miejsce | Dzień     | Rok  | Miejscowość | Konkurencja    | Zwycięzca |
| ------- | --------- | ---- | ----------- | -------------- | --------- |
| 1.      | 16 lutego | 2006 | Turyn       | Snowboardcross | –         |
| 1.      | 15 lutego | 2010 | Vancouver   | Snowboardcross | –         |

### Mistrzostwa świata
| Miejsce | Dzień       | Rok  | Miejscowość | Konkurencja    | Zwycięzca        |
| ------- | ----------- | ---- | ----------- | -------------- | ---------------- |
| 10.     | 17 stycznia | 2003 | Kreischberg | Halfpipe       | Markus Keller    |
| 2.      | 19 stycznia | 2003 | Kreischberg | Snowboardcross | Xavier de Le Rue |
| 1.      | 16 stycznia | 2005 | Whistler    | Snowboardcross | –                |
| 2.      | 14 stycznia | 2007 | Arosa       | Snowboardcross | Xavier de Le Rue |
| 5.      | 18 stycznia | 2009 | Gangwon     | Snowboardcross | Markus Schairer  |
| 2.      | 18 stycznia | 2011 | La Molina   | Snowboardcross | Alex Pullin      |
| 25.     | 26 stycznia | 2013 | Stoneham    | Snowboardcross | Alex Pullin      |

### Puchar Świata

#### Miejsca w klasyfikacji generalnej
- sezon 1999/2000: 65.
- sezon 2000/2001: 77.
- sezon 2001/2002: 30.
- sezon 2002/2003: 8.
- sezon 2003/2004: 4.
- sezon 2004/2005: –
- sezon 2005/2006: 22.
- sezon 2006/2007: 109.
- sezon 2007/2008: 95.
- sezon 2008/2009: 8.
- sezon 2009/2010: 48.
  - SBX[1]
- sezon 2010/2011: 25.
- sezon 2011/2012: 36.
- sezon 2012/2013: 11.
- sezon 2013/2014: 71.
- sezon 2015/2016: 55.
- sezon 2016/2017: 38.

### Zwycięstwa w zawodach
1. Arosa – 20 grudnia 2008 (snowcross)
2. Arosa – 24 marca 2011 (snowcross)
3. Telluride – 14 grudnia 2012 – (snowcross)

#### Pozostałe miejsca na podium w zawodach
1. Jōetsu – 26 lutego 2004 (snowcross) – 2. miejsce
2. Valle Nevado – 17 września 2005 (snowcross) – 2. miejsce
3. Whistler – 9 grudnia 2005 (snowcross) – 3. miejsce
4. Cypress – 13 lutego 2009 (snowcross) – 3. miejsce
5. Stoneham – 19 lutego 2009 (snowcross) – 3. miejsce
6. Chapelco – 12 września 2009 (snowcross) – 2. miejsce
7. Telluride – 17 grudnia 2010 – (snowcross) – 2. miejsce

- W sumie (3 zwycięstwa, 4 drugie i 3 trzecie miejsca).